# Max Grechkin
Max Grechkin (Kiev, 4 de junio de 1996) es un futbolista ucraniano, nacionalizado israelí, que juega en la demarcación de defensa para el Hapoel Jerusalem FC de la Liga Premier de Israel.

## Selección nacional
Tras jugar en las categorías inferiores de la selección, finalmente hizo su debut con la selección de fútbol de Israel en un partido amistoso contra Chipre que finalizó con un resultado de 2-3 a favor del combinado chipriota tras los goles de Oscar Gloukh y Tai Baribo para el combinado israelí, y de Haralampos Haralampous, Ioannis Pittas y Mihalis Ioannou para Chipre.

## Clubes
| Club                                  | País    | Año       | Partidos | Goles |
| ------------------------------------- | ------- | --------- | -------- | ----- |
| Maccabi Tel Aviv FC                   | Israel  | 2015-2016 | 1        | 0     |
| Hapoel Nir Ramat HaSharon FC (cedido) | Israel  | 2016      | 16       | 0     |
| Beitar Tel Aviv Bat Yam FC (cedido)   | Israel  | 2016-2017 | 14       | 0     |
| Hapoel Nir Ramat HaSharon FC (cedido) | Israel  | 2017-2018 | 29       | 0     |
| Hapoel Hadera FC (cedido)             | Israel  | 2018-2019 | 26       | 1     |
| Beitar Jerusalem FC                   | Israel  | 2019-2020 | 31       | 1     |
| FC Zorya Luhansk (cedido)             | Ucrania | 2020-2021 | 3        | 0     |
| Hapoel Hadera FC (cedido)             | Israel  | 2021      | 11       | 0     |
| Beitar Jerusalem FC                   | Israel  | 2021-2023 | 51       | 0     |
| Hapoel Jerusalem FC                   | Israel  | 2023-     | 37       | 0     |